# Đoàn Văn Việt
Đoàn Văn Việt (sinh năm 1963) là một chính khách người Việt Nam. Ông nguyên là Ủy viên Ủy ban Kinh tế của Quốc hội khóa 14, Ủy viên Ban Cán sự Đảng, Thứ trưởng Bộ Văn hóa, Thể thao và Du lịch.

## Xuất thân và giáo dục
Đoàn Văn Việt sinh ngày 10 tháng 2 năm 1963, người dân tộc Kinh, không theo tôn giáo nào.
Ông có quê quán tại xã Nghĩa Thương, huyện Tư Nghĩa, tỉnh Quảng Ngãi.
Ông có trình độ cử nhân luật, thạc sĩ.

## Sự nghiệp
Đoàn Văn Việt là đảng viên Đảng Cộng sản Việt Nam.
Ông gia nhập đảng vào ngày 17 tháng 10 năm 1985.
Ông có trình độ lí luận chính trị cử nhân.
Trước khi được bầu bổ sung giữ chức vụ Chủ tịch UBND tỉnh Lâm Đồng, ông từng giữ các chức vụ: Bí thư Tỉnh Đoàn Lâm Đồng, Giám đốc Sở Văn hóa, Thể thao và Du lịch tỉnh Lâm Đồng, Bí thư Huyện ủy Lâm Hà, Chủ tịch UBND TP Đà Lạt và Bí thư Thành ủy Đà Lạt, Phó Bí thư Tỉnh ủy, nguyên Phó Chủ tịch UBND tỉnh.
Ngày 22 tháng 5 năm 2016, ông trúng cử Đại biểu Quốc hội Việt Nam khóa 14 tỉnh Lâm Đồng.
Ngày 2 tháng 7 năm 2016, tại kì họp thứ nhất Hội đồng nhân dân tỉnh Lâm Đồng khóa 9, Đoàn Văn Việt tái đắc cử chức Chủ tịch Ủy ban nhân dân tỉnh Lâm Đồng nhiệm kì 2016-2021.
7/2016 - 11/2020: ông là Phó Bí thư Tỉnh ủy, Chủ tịch Ủy ban nhân dân tỉnh, Trưởng Đoàn đại biểu Quốc hội tỉnh Lâm Đồng, Ủy viên Ủy ban Kinh tế của Quốc hội khóa 14.
Ngày 18/11/2020, tại Kỳ họp thứ 16, HĐND tỉnh Lâm Đồng khóa 9, HĐND tỉnh đã biểu quyết miễn nhiệm chức vụ Chủ tịch UBND tỉnh Lâm Đồng khóa 9, nhiệm kỳ 2016 - 2021 đối với ông.
Ngày 31/3/2021, tại Quyết định 506/QĐ-TTg, Thủ tướng Chính phủ điều động, bổ nhiệm ông giữ chức Thứ trưởng Bộ Văn hóa, Thể thao và Du lịch.
Từ ngày 1/12/2023, ông nghỉ hưu.

#### Sai phạm
Ngày 1/7/2020, Thanh tra Chính phủ (TTCP) đã có kết luận thanh tra về việc quản lý, sử dụng đất đai và đầu tư xây dựng trên địa bàn tỉnh Lâm Đồng. Quá trình thanh tra cho thấy có nhiều sai phạm trong quản lý, sử dụng đất và gây thất thoát tài sản nhà nước.
Theo kết luận của Thanh tra chính phủ kiến nghị thu hồi một số dự án sai phạm, kiến nghị kiểm điểm ông Đoàn Văn Việt và phải chịu trách nhiệm về các sai phạm này.